# Замена (фильм, 1996)
«Замена» или «Учитель на замену» (англ. The Substitute) — кинофильм, боевик режиссёра Роберта Мэндела. Мировая премьера состоялась 19 апреля 1996 года.

## Сюжет
Джонатан Шейл, наёмник и ветеран Вьетнама, возвращается домой в Майами после провала операции на Кубе, в которой умерло трое людей из его отряда. Приездом он удивляет свою подругу Джейн Хецко, которая рада его возвращению. В школе Колумба, в которой Джейн работает учителем, есть проблемы с уличными бандами подростков. Глава банды «Короли разрушения», Хуан Лукас, угрожает Джейн расправой, если она не перестанет совать свой нос в дела банды. Как-то раз, во время пробежки на Хецко нападает громила и ломает ей ногу. Теперь на время лечения Хецко требуется замена в школе. Подозревая, что к нападению причастен Лукас, и так как сейчас нет замены для Хецко, Шейл тайно устраивается в школу учителем.
Поначалу Шейла шокирует то, как обстоят дела в школе. В первый день он не справляется с трудными учениками, но решает использовать свою житейскую мудрость и военную тактику, чтобы одержать верх. В следующий раз, когда на уроке на него нападают ученики, он демонстрирует навыки самообороны и его начинают слушаться. Несмотря на предупреждение от директора школы Клода Ролля, что такие методы неприемлемы, Шейл сближается с учениками, проводя параллели между своим прошлым в бандах и участием во Вьетнамской войне и их участием в мелких преступлениях и уличных бандах, и тем самым заслуживает уважение учеников. За это время он находит общий язык с школьным учителем Дарелом Шерманом и сталкивается с Лукасом, который оказывается одним из его учеников.
Подозревая, что в школе происходит что-то неладное, Шейл устанавливает камеры наблюдения по всему зданию и выясняет, что Лукас подстроил нападение на Хецко и что он тайно помогает Роллю распространять кокаин для крупной сети наркоторговцев в Майами. Шейл и его команда совершают налет на наркоторговцев во время сделки, а деньги, отнятые у накроторговцев, используют для покупки музыкальных инструментов и спортивного инвентаря для школы. Шейл рассказывает Шерману о связи Лукаса и Ролля с накроторговцами, но тот не верит Шейлу и обвиняет его в расизме и попытке принизить все хорошие достижения Ролля (которые Ролль сделал только для того чтобы отвести все подозрения от себя и открыть дорогу для отмывания денег для своего преступного бизнеса). В этот же день Шерман и ученица случайно становятся свидетелями загрузки партии наркотиков в школьный автобус. Шерман говорит ученице, чтобы она предупредила Шейла и Хецко, и отвлекает преступников, жертвуя собой.
Ролль, который узнает о вмешательстве Шейла приказывает подстроить для Шейла автомобильную аварию и подсылает Лукаса к Хецко. Шейл и Браун, спасая Хецко, убивают Лукаса и узнают все об убийстве Шермана в школе. Шейл и его команда окапываются в школе, чтобы дать отпор оставшимся членам банды КР, наемникам компании Януса, и самому Роллю. В конце концов Шейл и Джои Сикс убивают всех преступников и оставшись единственными выжившими в перестрелке уходят по улице с территории школы, обсуждая будущие операции, где они будут в качестве подменных учителей.

## В ролях
- Том Беренджер — Джонатан Шейл / Джеймс Смит
- Эрни Хадсон — директор Клод Ролл
- Дайан Венора — Джейн Хецко
- Марк Энтони — Хуан Лукас
- Рэймонд Крус — Джой Сикс
- Уильям Форсайт — Холлан
- Луис Гусман — Рэм
- Ричард Брукс — Уилман
- Ноэль Бек — Дюпри Лейн
- Клифф Де Янг —  Мэтт Вольфсон